# 日本熱学工業
日本熱学工業（にっぽんねつがくこうぎょう、英：Nippon Netsugakukogyo Co.Ltd）は、かつて存在した日本の空調機器製造メーカー。
静岡県静岡市にある日本熱学と福岡県北九州市にある新日本熱学とは資本・人的ともに無関係である。

## 沿革
1957年2月設立以来空調工事・製造全般を手がけ、昭和40年代後半の空調設備ブームで急成長した。なかでもコインクーラー（商標名 エアロマスター）は同社の主力商品で、当時高価であった家庭用クーラーを各家庭にリースとして設置して、使用したい時間分100円硬貨を投入して稼動させるしくみだった。
関連会社の日本空気販売がスポンサーの特撮番組『スーパーロボット レッドバロン』でも、劇中の特撮シーンなどを使ったCMが知られている。その手軽さが好評となり普及していたが、他社の冷暖房機器の大量生産による価格の下落で一般家庭が購入しやすくなったことや、本業の空調機器工事の受注鈍化による業績悪化、石油ショックで1974年5月20日に会社更生法を申請して倒産。
同年5月24日、労働組合と経営陣が団体交渉した後に、社長の実弟である副社長が行方不明となり、同年6月1日、青函連絡船大雪丸の船内からカバンと遺書が見つかった。同年11月には更生法申請を棄却され、12月10日には代表取締役社長の牛田正郎が特別背任罪で逮捕、翌年1975年3月に破産した。

## 工場
- 秦野工場 神奈川県秦野市 （日本マルチベント）
- 小山工場 静岡県駿東郡小山町
- 彦根工場 滋賀県彦根市高宮町 現在のSCREENホールディングス彦根事業所に隣接していた。
- シンガポール工場

## CM
- コインクーラー 新珠三千代・輪島大士が共演。社長の牛田正郎は輪島の後援会会長も務めていた[6]。
- 日本テレビ系の特撮番組『スーパーロボット レッドバロン』では、エアロマスターのコインクーラーを販売する総代理店の日本空気販売がスポンサーで、劇中の登場人物や特撮シーンを使ったCMも放映していた。
- 1973年 - 1974年ごろ平和台野球場の外野フェンス看板「エアロマスターの節電型メータークーラー・愛隣」を左中間側に提供していた[7]。

## 関連会社
- エアロマスター - 日本熱学工業の子会社で、1974年5月20日に倒産[8]
- 日本空気販売 - サントリーやワコールなど三十社の共同出資で設立した日本熱学工業の関連会社で、牛田正郎が社長だった。1974年6月14日に倒産[9]

## 関連著書
- 悪党の手口 - 小説・日本熱学倒産事件 牛田正郎著

## スポーツ活動
1963年に創部し、都市対抗野球大会にも出場し1973年の日本産業対抗野球大会では初出場初優勝を達成。在籍選手からは複数のプロ野球選手も輩出したが、日本産業対抗野球大会初優勝からわずか半年で倒産により解散となった。